# Ixora seretii
Ixora seretii är en måreväxtart som beskrevs av De Wild.. Ixora seretii ingår i släktet Ixora och familjen måreväxter. Inga underarter finns listade i Catalogue of Life.